# Ancylorhynchus cruciger
Ancylorhynchus cruciger är en tvåvingeart som först beskrevs av Friedrich Hermann Loew 1858.  Ancylorhynchus cruciger ingår i släktet Ancylorhynchus och familjen rovflugor. Inga underarter finns listade i Catalogue of Life.